# Atletika na Letních olympijských hrách 1968
Atletika na Letních olympijských hrách v roce 1968, které se konaly v Mexico City, zahrnovala 36 atletických disciplín, z toho 24 pro muže a 12 pro ženy. Celkem bylo uděleno 108 medailí (36 zlatých, 36 stříbrných, 36 bronzových).

## Přehled vítězů

### Muži
| Disciplína               | Zlato                                                                                     | Výkon     | Stříbro                                                                       | Výkon     | Bronz                                                                                         | Výkon     |
| 100 m                    | Jim Hines · Spojené státy americké (USA)                                                  | 9.95      | Lennox Miller · Jamajka (JAM)                                                 | 10.04     | Charles Greene · Spojené státy americké (USA)                                                 | 10.07     |
| 200 m                    | Tommie Smith · Spojené státy americké (USA)                                               | 19.83     | Peter Norman · Austrálie (AUS)                                                | 20.06     | John Carlos · Spojené státy americké (USA)                                                    | 20.10     |
| 400 m                    | Lee Evans · Spojené státy americké (USA)                                                  | 43.86     | Larry James · Spojené státy americké (USA)                                    | 43.97     | Ron Freeman · Spojené státy americké (USA)                                                    | 44.41     |
| 800 m                    | Ralph Doubell · Austrálie (AUS)                                                           | 1:44.40   | Wilson Kiprugut · Keňa (KEN)                                                  | 1:44.57   | Tom Farrell · Spojené státy americké (USA)                                                    | 1:45.46   |
| 1500 m                   | Kipchoge Keino · Keňa (KEN)                                                               | 3:34.91   | Jim Ryun · Spojené státy americké (USA)                                       | 3:37.89   | Bodo Tümmler · Západní Německo (FRG)                                                          | 3:39.08   |
| 5000 metrů               | Mohammed Gammoudi · Tunisko (TUN)                                                         | 14:05.01  | Kipchoge Keino · Keňa (KEN)                                                   | 14:05.61  | Naftali Temu · Keňa (KEN)                                                                     | 14:06.41  |
| 10 000 metrů             | Naftali Temu · Keňa (KEN)                                                                 | 29:27.40  | Mamo Wolde · Etiopie (ETH)                                                    | 29:27.75  | Mohammed Gammoudi · Tunisko (TUN)                                                             | 29:34.20  |
| 110 m překážek           | Willie Davenport · Spojené státy americké (USA)                                           | 13.33     | Ervin Hall · Spojené státy americké (USA)                                     | 13.42     | Eddy Ottoz · Itálie (ITA)                                                                     | 13.46     |
| 400 metrů překážek       | David Hemery · Velká Británie (GBR)                                                       | 48.12     | Gerhard Hennige · Západní Německo (FRG)                                       | 49.02     | John Sherwood · Velká Británie (GBR)                                                          | 49.03     |
| 3000 m překážek          | Amos Biwott · Keňa (KEN)                                                                  | 8:51.02   | Benjamin Kogo · Keňa (KEN)                                                    | 8:51.56   | George Young · Spojené státy americké (USA)                                                   | 8:51.86   |
| 4 × 100 m štafeta        | Spojené státy americké (USA) · Charles Greene · Mel Pender · Ronnie Ray Smith · Jim Hines | 38.24     | Kuba (CUB) · Hermes Ramírez · Juan Morales · Pablo Montes · Enrique Figuerola | 38.40     | Francie (FRA) · Gérard Fenouil · Jocelyn Delecour · Claude Piquemal · Roger Bambuck           | 38.43     |
| 4 × 400 m štafeta        | Spojené státy americké (USA) · Vincent Matthews · Ron Freeman · Larry James · Lee Evans   | 2:56.16   | Keňa (KEN) · Daniel Rudisha · Munyoro Nyamau · Naftali Bon · Charles Asati    | 2:59.64   | Západní Německo (FRG) · Helmar Müller · Manfred Kinder · Gerhard Hennige · Martin Jellinghaus | 3:00.57   |
| Maratonský běh           | Mamo Wolde · Etiopie (ETH)                                                                | 2:20:27   | Kenji Kimihara · Japonsko (JPN)                                               | 2:23:31   | Mike Ryan · Nový Zéland (NZL)                                                                 | 2:23:45   |
| Chůze na 20 km (silnice) | Vladimir Golubničij · Sovětský svaz (URS)                                                 | 1:33:58   | José Pedraza · Mexiko (MEX)                                                   | 1:34:00   | Mykola Smaha · Sovětský svaz (URS)                                                            | 1:34:03   |
| Chůze na 50 km (silnice) | Christoph Höhne · Německá demokratická republika (GDR)                                    | 4:20:14   | Antal Kiss · Maďarsko (HUN)                                                   | 4:30:17   | Larry Young · Spojené státy americké (USA)                                                    | 4:31:55   |
| Skok do dálky            | Bob Beamon · Spojené státy americké (USA)                                                 | 8.90 m    | Klaus Beer · Německá demokratická republika (GDR)                             | 8.19 m    | Ralph Boston · Spojené státy americké (USA)                                                   | 8.16 m    |
| Trojskok                 | Viktor Sanějev · Sovětský svaz (URS)                                                      | 17.39 m   | Nelson Prudêncio · Brazílie (BRA)                                             | 17.27 m   | Giuseppe Gentile · Itálie (ITA)                                                               | 17.22 m   |
| Skok do výšky            | Dick Fosbury · Spojené státy americké (USA)                                               | 2.24 m    | Ed Caruthers · Spojené státy americké (USA)                                   | 2.22 m    | Valentin Gavrilov · Sovětský svaz (URS)                                                       | 2.20 m    |
| Skok o tyči              | Bob Seagren · Spojené státy americké (USA)                                                | 5.40 m    | Claus Schiprowski · Západní Německo (FRG)                                     | 5.40 m    | Wolfgang Nordwig · Německá demokratická republika (GDR)                                       | 5.40 m    |
| Vrh koulí                | Randy Matson · Spojené státy americké (USA)                                               | 20.54 m   | George Woods · Spojené státy americké (USA)                                   | 20.12 m   | Eduard Guščin · Sovětský svaz (URS)                                                           | 20.09 m   |
| Hod diskem               | Al Oerter · Spojené státy americké (USA)                                                  | 64.78 m   | Lothar Milde · Německá demokratická republika (GDR)                           | 63.08 m   | Ludvík Daněk · Československo (TCH)                                                           | 62.92 m   |
| Hod kladivem             | Gyula Zsivótzky · Maďarsko (HUN)                                                          | 73.36 m   | Romuald Klim · Sovětský svaz (URS)                                            | 73.28 m   | Lázár Lovász · Maďarsko (HUN)                                                                 | 69.78 m   |
| Hod oštěpem              | Jānis Lūsis · Sovětský svaz (URS)                                                         | 90.10 m   | Jorma Kinnunen · Finsko (FIN)                                                 | 88.58 m   | Gergely Kulcsár · Maďarsko (HUN)                                                              | 87.06 m   |
| Desetiboj                | Bill Toomey · Spojené státy americké (USA)                                                | 8193 bodů | Hans-Joachim Walde · Západní Německo (FRG)                                    | 8111 bodů | Kurt Bendlin · Západní Německo (FRG)                                                          | 8064 bodů |

### Ženy
| Disciplína        | Zlato                                                                                                   | Výkon     | Stříbro                                                                               | Výkon     | Bronz                                                                                              | Výkon     |
| 100 m             | Wyomia Tyusová · Spojené státy americké (USA)                                                           | 11.08     | Barbara Ferrellová · Spojené státy americké (USA)                                     | 11.15     | Irena Szewińská · Polsko (POL)                                                                     | 11.19     |
| 200 m             | Irena Szewińská · Polsko (POL)                                                                          | 22.58     | Raelene Boyleová · Austrálie (AUS)                                                    | 22.74     | Jenny Lamyová · Austrálie (AUS)                                                                    | 22.88     |
| 400 m             | Colette Bessonová · Francie (FRA)                                                                       | 52.03     | Lilian Boardová · Velká Británie (GBR)                                                | 52.12     | Natalja Pěčonkinová · Sovětský svaz (URS)                                                          | 52.25     |
| 800 m             | Madeline Manningová · Spojené státy americké (USA)                                                      | 2:00.92   | Ileana Silaiová · Rumunsko (ROU)                                                      | 2:02.58   | Mia Gommersová · Nizozemsko (NED)                                                                  | 2:02.63   |
| 80 metrů překážek | Maureen Cairdová · Austrálie (AUS)                                                                      | 10.39     | Pam Kilbornová · Austrálie (AUS)                                                      | 10.46     | Ťi Čeng · Čínská republika (ROC)                                                                   | 10.51     |
| 4 × 100 m štafeta | Spojené státy americké (USA) · Margaret Bailes · Barbara Ferrellová · Mildrette Netter · Wyomia Tyusová | 42.88     | Kuba (CUB) · Violetta Quesada · Miguelina Cobián · Marlene Elejarde · Fulgencia Romay | 43.36     | Sovětský svaz (URS) · Galina Bucharina · Ljudmila Samotyosova · Věra Popkovová · Ljudmila Zharkova | 43.41     |
| Skok do dálky     | Viorica Viscopoleanuová · Rumunsko (ROU)                                                                | 6.82 m    | Sheila Sherwoodová · Velká Británie (GBR)                                             | 6.68 m    | Taťjana Talyševová · Sovětský svaz (URS)                                                           | 6.66 m    |
| Skok do výšky     | Miloslava Rezková · Československo (TCH)                                                                | 1.82 m    | Antonina Okorokovová · Sovětský svaz (URS)                                            | 1.80 m    | Valentyna Kozyr · Sovětský svaz (URS)                                                              | 1.80 m    |
| Vrh koulí         | Margitta Gummelová · Německá demokratická republika (GDR)                                               | 19.61 m   | Marita Langeová · Německá demokratická republika (GDR)                                | 18.78 m   | Naděžda Čižovová · Sovětský svaz (URS)                                                             | 18.19 m   |
| Hod diskem        | Lia Manoliuová · Rumunsko (ROU)                                                                         | 58.28 m   | Liesel Westermannová · Západní Německo (FRG)                                          | 57.76 m   | Jolán Kleiberová-Kontseková · Maďarsko (HUN)                                                       | 54.90 m   |
| Hod oštěpem       | Angéla Némethová · Maďarsko (HUN)                                                                       | 60.36 m   | Mihaela Peneșová · Rumunsko (ROU)                                                     | 59.92 m   | Eva Janková · Rakousko (AUT)                                                                       | 58.04 m   |
| Pětiboj           | Ingrid Beckerová · Západní Německo (FRG)                                                                | 5098 bodů | Liese Prokopová · Rakousko (AUT)                                                      | 4966 bodů | Annamária Tóthová · Maďarsko (HUN)                                                                 | 4959 bodů |

## Medailové pořadí
| Umístění | Stát                                 | Zlato | Stříbro | Bronz | Celkem |
| -------- | ------------------------------------ | ----- | ------- | ----- | ------ |
| 1        | Spojené státy americké (USA)         | 15    | 6       | 7     | 28     |
| 2        | Sovětský svaz (URS)                  | 3     | 2       | 8     | 13     |
| 3        | Keňa (KEN)                           | 3     | 4       | 1     | 8      |
| 4        | Austrálie (AUS)                      | 2     | 3       | 1     | 6      |
| 4        | Německá demokratická republika (GDR) | 2     | 3       | 1     | 6      |
| 6        | Rumunsko (ROU)                       | 2     | 2       | 0     | 4      |
| 7        | Maďarsko (HUN)                       | 2     | 1       | 4     | 7      |
| 8        | Západní Německo (FRG)                | 1     | 4       | 3     | 8      |
| 9        | Velká Británie (GBR)                 | 1     | 2       | 1     | 4      |
| 10       | Etiopie (ETH)                        | 1     | 1       | 0     | 2      |
| 11       | Československo (TCH)                 | 1     | 0       | 1     | 2      |
| 11       | Francie (FRA)                        | 1     | 0       | 1     | 2      |
| 11       | Polsko (POL)                         | 1     | 0       | 1     | 2      |
| 11       | Tunisko (TUN)                        | 1     | 0       | 1     | 2      |
| 15       | Kuba (CUB)                           | 0     | 2       | 0     | 2      |
| 16       | Rakousko (AUT)                       | 0     | 1       | 1     | 2      |
| 17       | Brazílie (BRA)                       | 0     | 1       | 0     | 1      |
| 17       | Finsko (FIN)                         | 0     | 1       | 0     | 1      |
| 17       | Jamajka (JAM)                        | 0     | 1       | 0     | 1      |
| 17       | Japonsko (JPN)                       | 0     | 1       | 0     | 1      |
| 17       | Mexiko (MEX)                         | 0     | 1       | 0     | 1      |
| 22       | Itálie (ITA)                         | 0     | 0       | 2     | 2      |
| 23       | Nizozemsko (NED)                     | 0     | 0       | 1     | 1      |
| 23       | Nový Zéland (NZL)                    | 0     | 0       | 1     | 1      |
| 23       | Čínská republika (ROC)               | 0     | 0       | 1     | 1      |